# Paraspelobia vlasovi
Paraspelobia vlasovi är en tvåvingeart som först beskrevs av Oswald Duda 1938.  Paraspelobia vlasovi ingår i släktet Paraspelobia och familjen hoppflugor. Inga underarter finns listade i Catalogue of Life.